# Dzisna
Pour l’article homonyme, voir Dzisna (Poméranie-Occidentale).
Dzisna (en biélorusse : Дзiсна) ou Disna (en russe : Дисна ; en polonais : Dzisna) est une ville de la voblast de Vitebsk, en Biélorussie. Sa population s'élevait à 1 500 habitants en 2017.

## Géographie
Dzisna se trouve au nord-ouest de la voblast. Elle est bâtie au bord de la rivière du même nom et de la rive ouest de la Dvina occidentale. Dzisna est située à 45 km à l'est de Miory, à 131 km au nord-ouest de Vitebsk et à 191 km au nord-nord-est de Minsk.

## Histoire
Il y avait à cet emplacement un fortin du nom de Kopetz-Gorodok au XIe siècle, mais les premières mentions écrites d'un village réunissant les deux rives datent de 1461 et de 1563. C'est sur la rive gauche de la Dzisna que l'on trouve un village du même nom. Lorsqu'Ivan le Terrible s'empare de Polotsk en 1563, le roi Étienne Bathory décide de construire une forteresse réunissant les deux îles. Kopetz est baptisée le Vieux Château et l'ensemble était bien connu entre le XVIe et le XVIIIe siècle. Dzisna reçoit les privilèges de ville selon le droit de Magdebourg en 1569.
Plusieurs souverains se rendent à Dzisna comme Étienne Bathory, Sigismond III de Pologne, Alexis Romanov, ainsi que des chefs d'armée. Les Russes, les Polonais, les Suédois, les Cosaques s'y battent pendant la Guerre du Nord, les armées de Napoléon la saccagent en 1812.
Un grand incendie détruit ses maisons de bois en 1882. De l'ancienne forteresse avec ses neuf tours, il ne reste que ruines aujourd'hui. La ville garde son plan de la seconde moitié du XVIIIe siècle, selon un plan rectiligne, et son centre se situe sur la presqu'île de Chirina, en face de la forteresse et les deux rues principales se croisent sur la place du marché avec sa maison du conseil municipal.
Pendant la période de l'Empire russe, de 1793 à 1915 (date de l'occupation allemande), la ville faisait partie du gouvernement de Minsk jusqu'en 1843, lorsqu'elle est devenue chef-lieu de l'ouïezd (district) du même nom rattaché au gouvernement de Wilna. Au recensement de 1897, ce district comptait 80,1 % de Biélorusses, 10,1 % de Juifs, 5,9 % de Russes, 2,4 % de Polonais, le reste de diverses nationalités, dont des germano-baltes. La ville avait alors une population totale de 6 756 habitants, qui déclina par la suite.
La ville appartient à la Pologne entre 1921 et 1939 et devient chef-lieu d'un powiet. À la suite du pacte germano-soviétique, elle est occupée par l'Armée rouge, puis annexée à la république socialiste soviétique de Biélorussie. En 1940, elle reçoit le statut de ville et devient le chef-lieu du raïon de Dzisna.
Pendant la Seconde Guerre mondiale, la ville est occupée par l'Allemagne nazie du 5 juillet 1941 au 4 juillet 1944. La majorité de la population juive doit vivre dans les ghettos des environs, avant d'être anéantie. Plusieurs militants communistes sont tués, ainsi que des Biélorusses, accusés de collusion avec les Polonais.

## Population
Recensements (*) ou estimations de la population :
| 1811  | 1825  | 1897* | 1909  | 1921* | 1939* |
| ----- | ----- | ----- | ----- | ----- | ----- |
| 1 405 | 2 801 | 6 756 | 7 138 | 4 413 | 6 073 |

| 1944  | 1959* | 1970* | 1979* | 1989* | 2009* |
| ----- | ----- | ----- | ----- | ----- | ----- |
| 1 200 | 2 467 | 2 444 | 2 481 | 2 573 | 1 973 |

| 2013  | 2014  | 2015  | 2016  | 2017  | - |
| ----- | ----- | ----- | ----- | ----- | - |
| 1 683 | 1 633 | 1 593 | 1 537 | 1 500 | - |

## Patrimoine

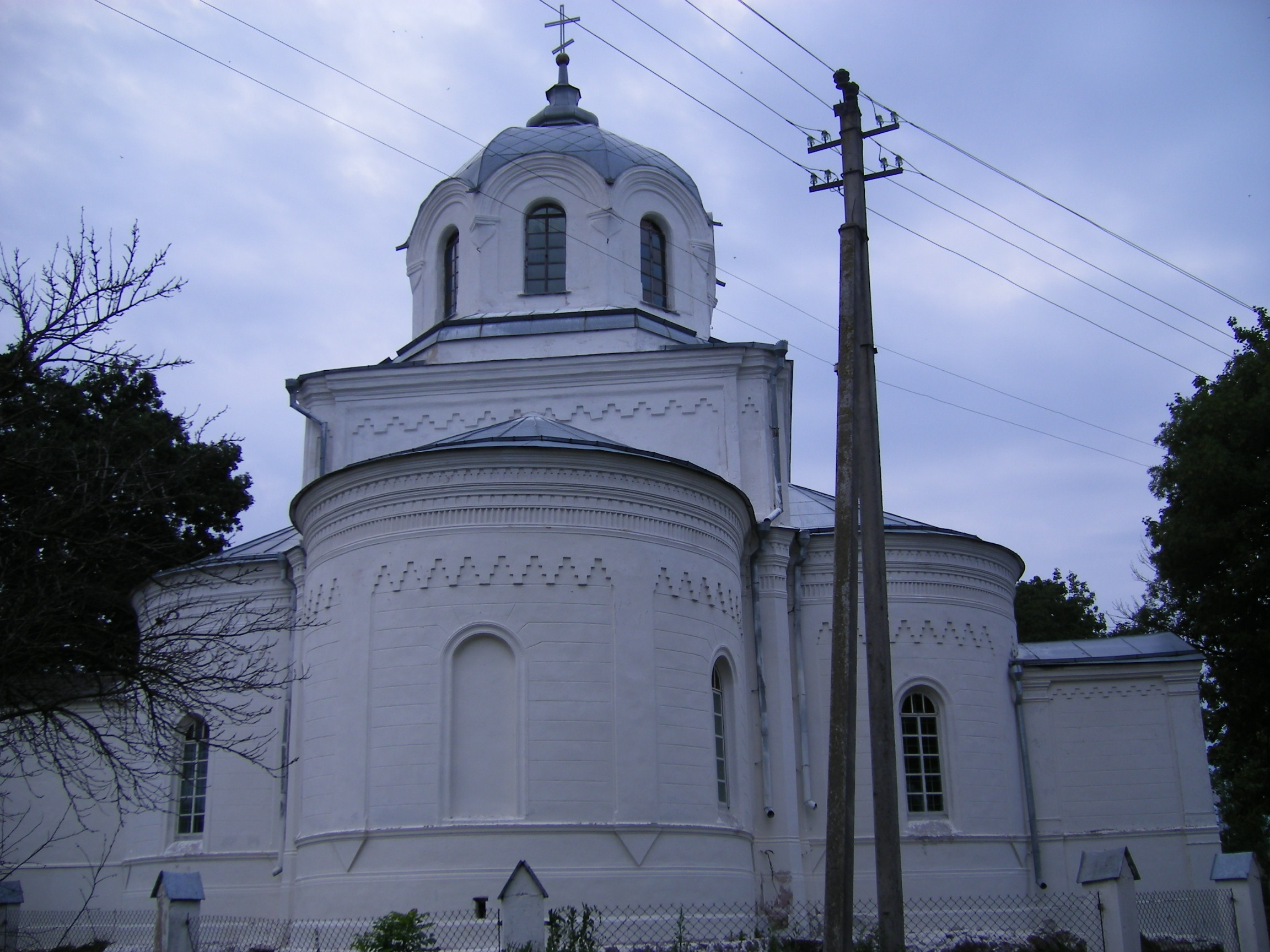
Vue de l'église orthodoxe de l'Ascension

- Ancien hospice (début du XXe siècle) en ruines.
- Fossés et ruines du château inférieur (XVIe – XVIIe siècles).
- Église des franciscains (1773), en ruines. Son couvent a été démoli.
- Hôtel particulier des Dorochkovitch (XIXe siècle).
- Église de la Résurrection (1864-1870).
- Église orthodoxe de l'Icône de la Mère-de-Dieu-montrant-la-Voie (1904).
- Cimetière catholique (fin du XIXe siècle).

## Homonymie
Cette ville ne doit pas être confondue avec le village de Dzisna (une centaine d'habitants) en Poméranie occidentale (aujourd'hui en Pologne), village allemand en Prusse avant 1945.